# Località bandiere blu in Italia (2001)
Elenco delle località italiane insignite della bandiera blu dalla FEE per l'anno 2001.

## Spiagge

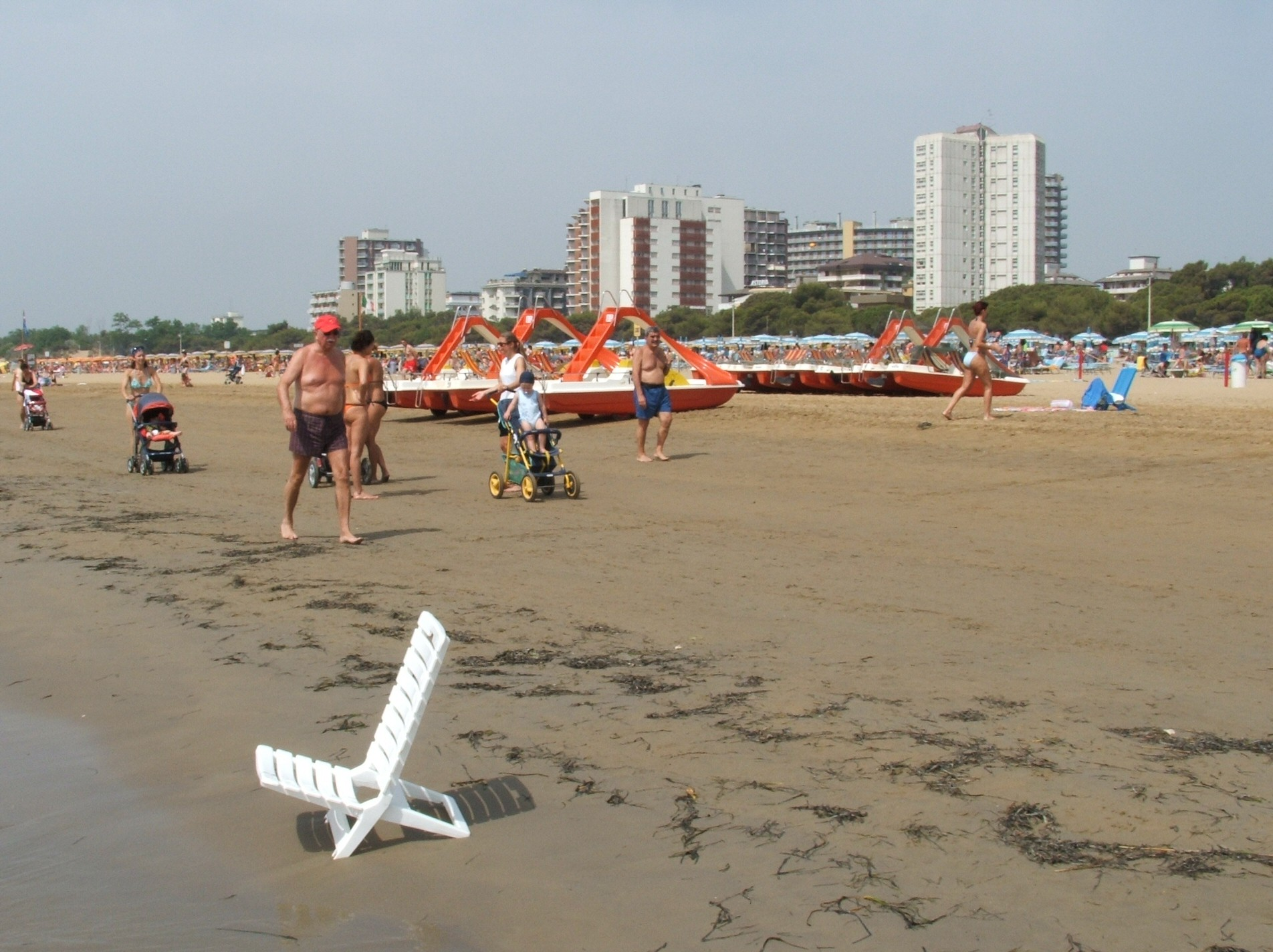
La spiaggia di Lignano Sabbiadoro

### Friuli-Venezia Giulia
- Grado
- Lignano Sabbiadoro

### Veneto
- Bibione
- Venezia Lido

### Liguria
- Bergeggi
- Bordighera
- Camporosso
- Celle Ligure
- Chiavari
- Laigueglia
- Lavagna
- Lerici
- Moneglia
- Noli
- Varazze

### Emilia-Romagna

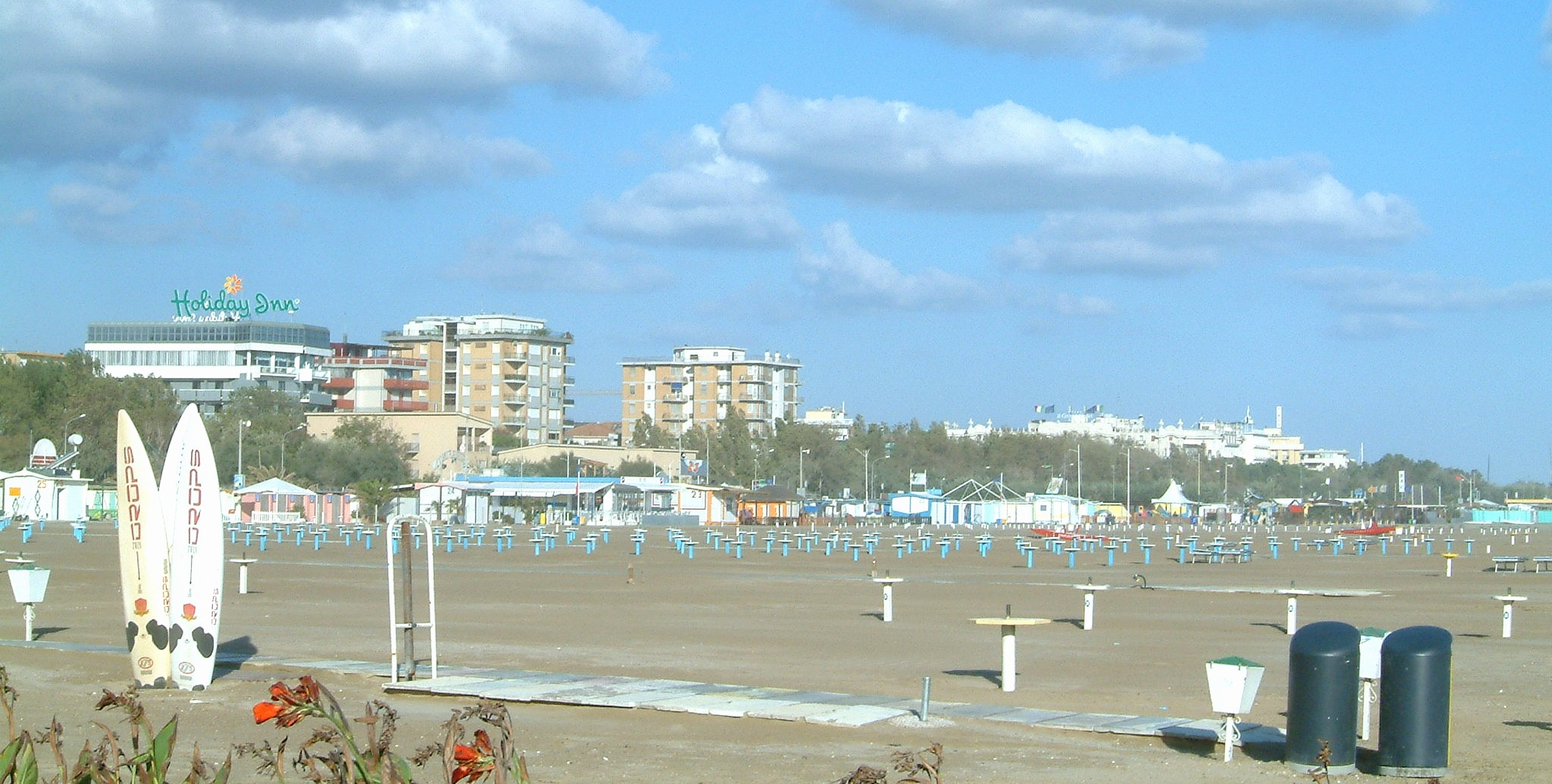
La spiaggia di Rimini

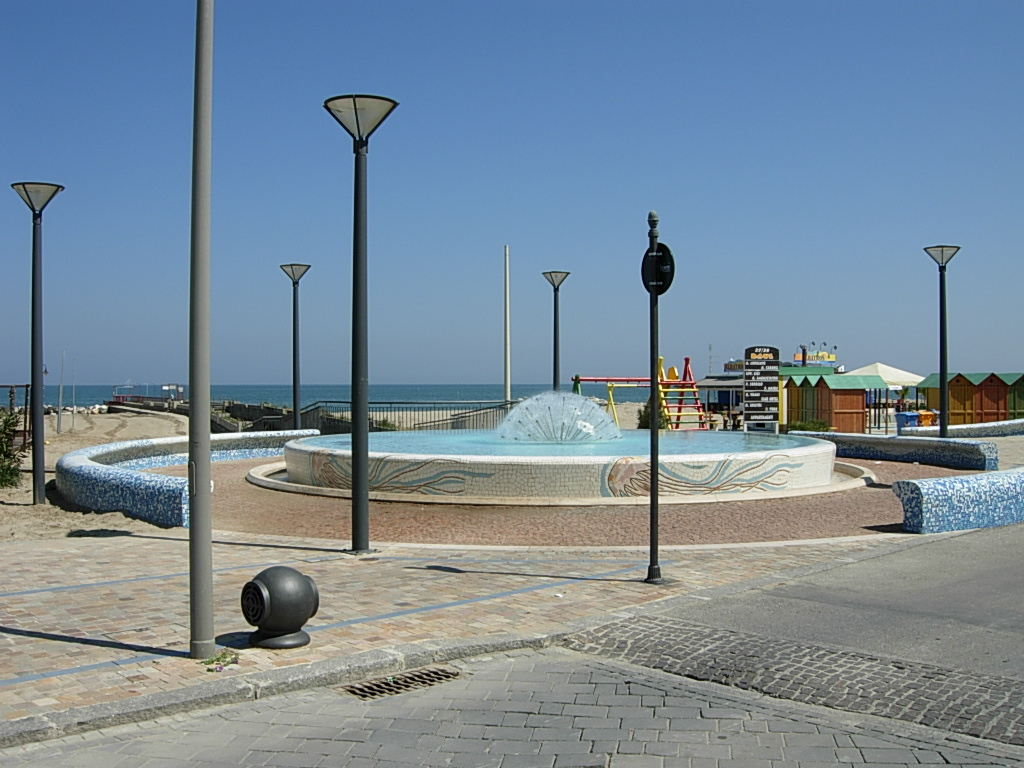
Misano Adriatico - La Medusa, fontana del lungomare posta sopra il Rio Agina, all'incrocio con Via Marche.

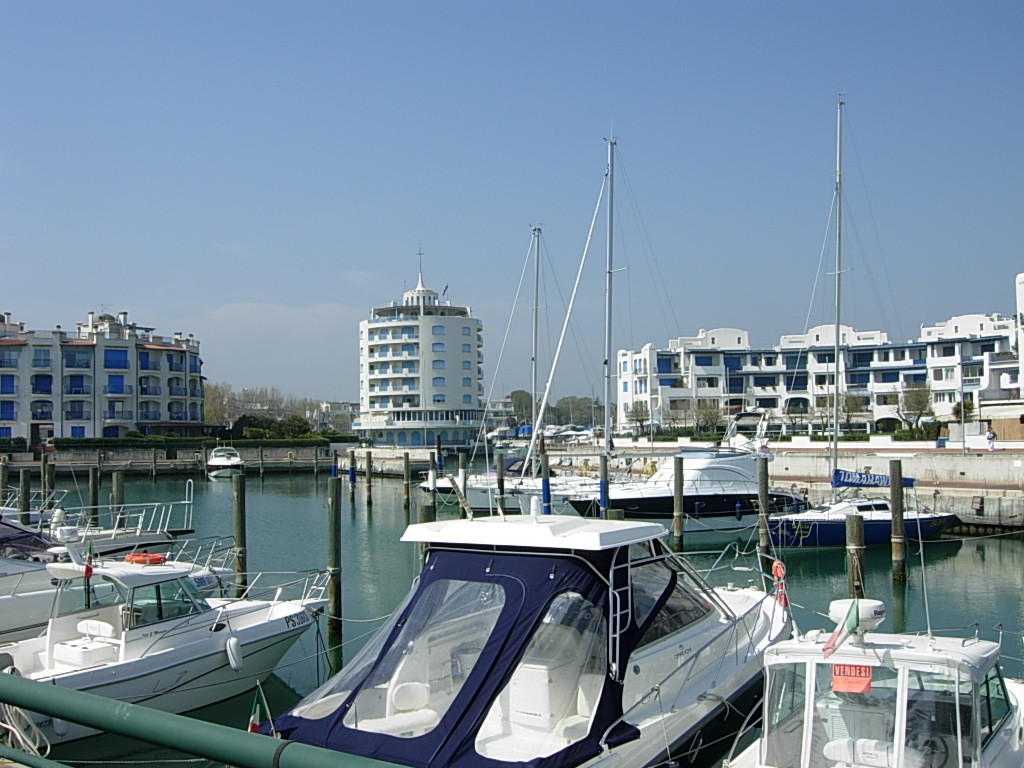
Misano Adriatico - La frazione di Portoverde

- Marina di Ravenna
- Cervia
- Cesenatico
- Gatteo a Mare
- San Mauro Pascoli
- Misano Adriatico
- Cattolica

### Toscana
- Camaiore
- Castiglioncello e Vada di Rosignano Marittimo

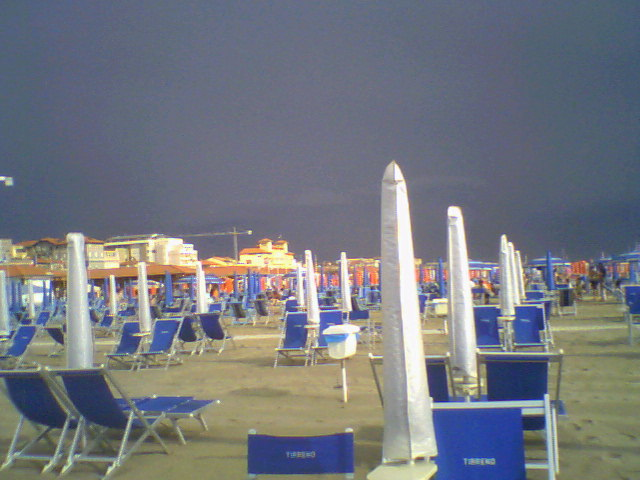
La spiaggia di Viareggio

- Castiglione della Pescaia
- Follonica
- Forte dei Marmi
- Marina di Grosseto
- Pietrasanta
- Tirrenia
- Viareggio

### Marche

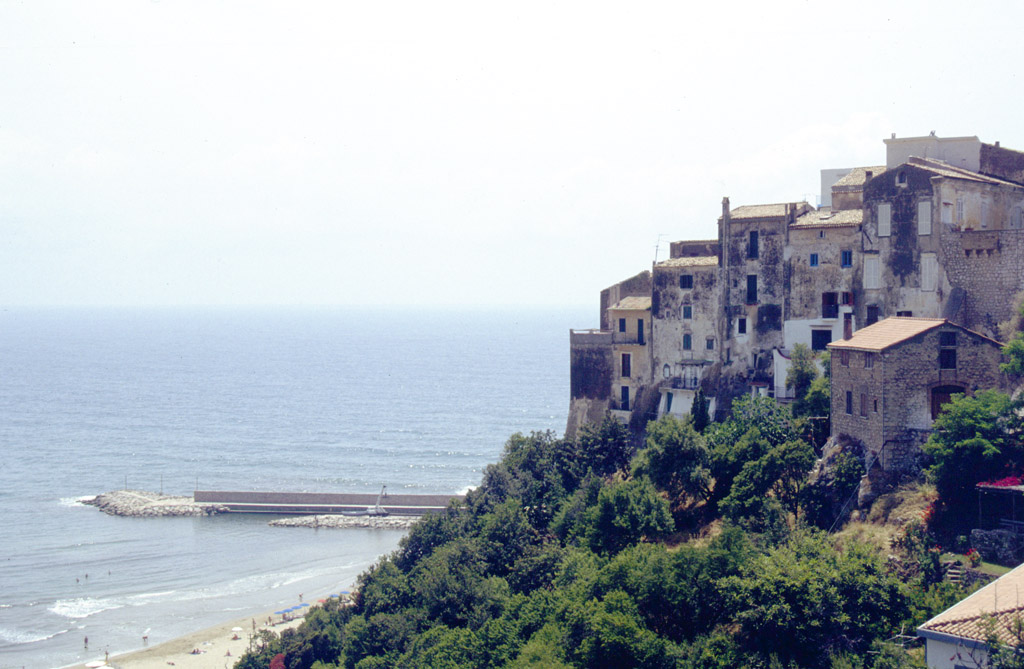
Sperlonga

- Gabicce Mare
- Fano
- Senigallia
- Sirolo

- Spiaggia di Numana Bassa
- Porto San Giorgio
- Cupra Marittima
- Grottammare
- San Benedetto del Tronto

### Lazio
- Sabaudia
- Sperlonga

### Abruzzo

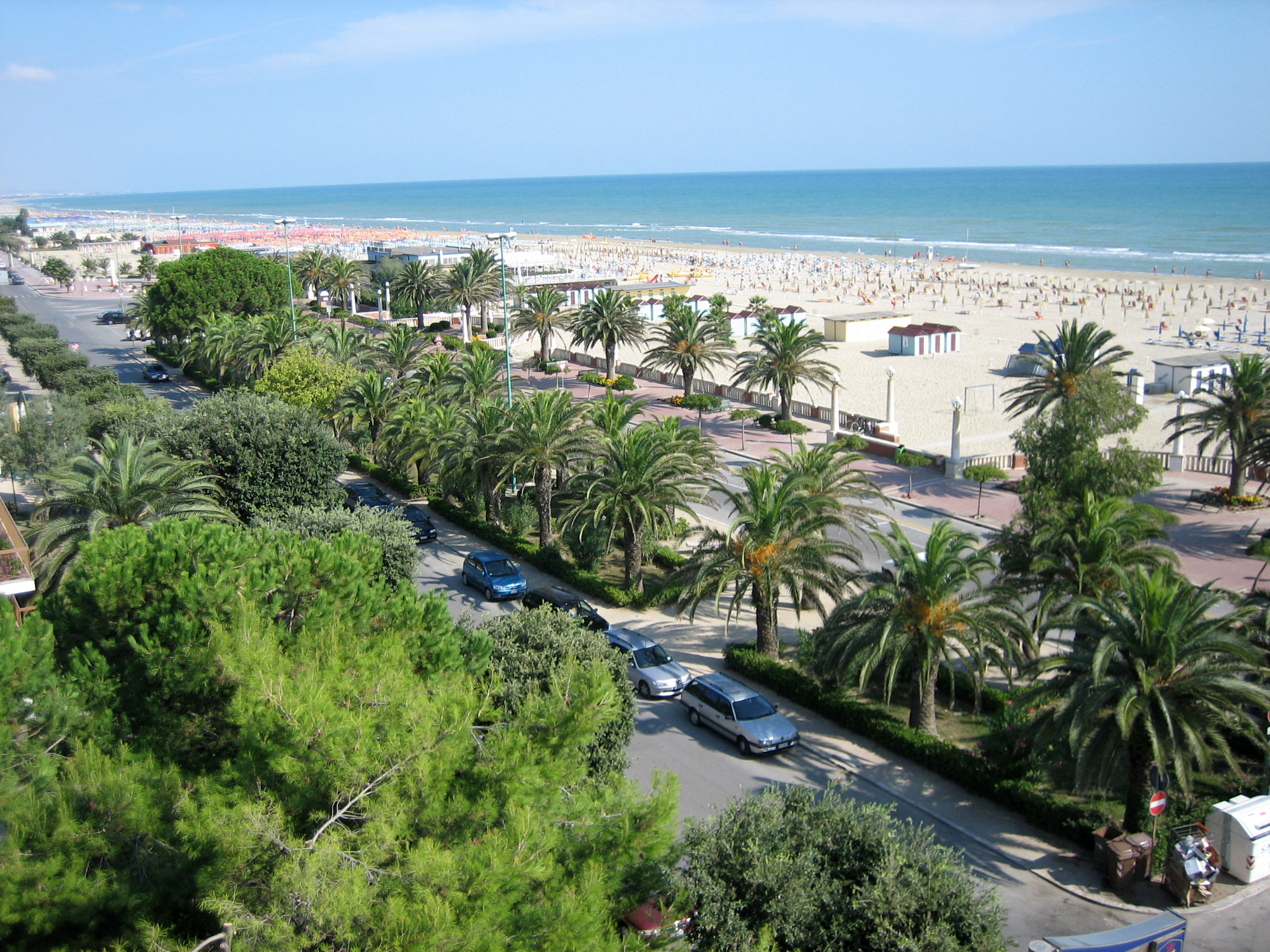
Il lungomare di Giulianova

- Alba Adriatica
- Giulianova
- Martinsicuro
- Roseto degli Abruzzi
- San Salvo
- Silvi

### Campania

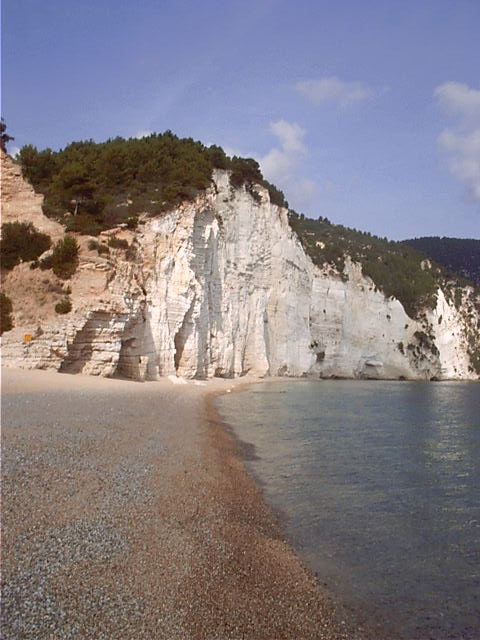
La baia di Vignotica, nel comune di Mattinata

- Camerota
- Castellabate
- Centola
- Lido Trentova di Agropoli
- Pisciotta
- Pollica
- Positano
- Sapri
- Vibonati

### Puglia
- Baia di Manaccora e Torre di Calalunga di Peschici
- Bisceglie
- Castellaneta
- Ginosa
- Mattinata
- Monopoli
- Ostuni
- Rodi Garganico
- Vieste

### Basilicata
- Maratea
- Policoro
- Nova Siri
- Scanzano Jonico

### Calabria
- Marina di Gioiosa Jonica
- Roseto Capo Spulico

### Sicilia
- Arenella di Siracusa
- Custonaci
- Marsala
- Menfi
- San Vito Lo Capo

### Sardegna
- Baia Caddinas e Terza Spiaggia Golfo Aranci
- Punta Cannone e Lido d'Aquila de La Maddalena
- La Rena Bianca di Santa Teresa di Gallura

## Approdi

### Liguria
- Imperia Mare
- Marina di Andora
- Porto Turistico di Chiavari
- Porto Turistico Internazionale di Rapallo

### Veneto
- Darsena dell'Orologio
- Marina 4, Caorle
- Marina del Cavallino
- Marina di Albarella
- Marina di Lio Grando
- Porto Turistico, Jesolo
- Sporting Club, Chioggia

### Friuli-Venezia Giulia
- Base Nautica, Lega Navale di Trieste
- Darsena di Lignano Sabbiadoro
- Hannibal, Monfalcone
- Marina Capo Nord, Latisana
- Marina di Aquileia
- Marina Punta Gabbiani
- Marina Punta Verde, Lignano
- Marina Punta Faro, Lignano
- Marina Uno, Lignano
- Porto San Vito, Grado

### Emilia-Romagna
- Circolo Velico Ravennate
- Portoverde, Misano Adriatico

### Toscana
- Marina di Cala Galera
- Marina di Punta Ala

### Marche
- Marina Porto San Giorgio

### Lazio
- Base Nautica "Flavio Gioia", Gaeta
- Marina di Nettuno
- Riva di Traiano, Civitavecchia

### Abruzzo
- Marina di Pescara

### Campania
- Porto Turistico Marina Grande, Capri
- Sudcantieri, Pozzuoli

### Calabria
- Sibari Marina, Cassano all'Ionio

### Sicilia
- Marina di Portorosa, Furnari

### Sardegna
- Marina dell'Orso, Poltu Quatu
- Marina di Portisco
- Marina di Porto Cervo
- Marina di Porto Ottiolu
- Marina di Porto Rotondo
- Santa Teresa di Gallura